# وليام بينيت
وليام بينيت (بالإنجليزية: William Bennett)‏ (و. 1943 – م) هو مقدم برامج إذاعية من الولايات المتحدة الأمريكية ولد في مدينة نيويورك.
وهو عضو في الحزب الجمهوري، والحزب الديمقراطي الأمريكي .

## التعليم
تعلم في كلية هارفارد للحقوق (–1971)، وجامعة تكساس، أوستن (–1970).

## مناصب وهيئات
أدار جامعة بوسطن (1971–1976).

## روابط خارجية
- وليام بينيت على موقع IMDb (الإنجليزية)
- وليام بينيت على موقع مونزينجر (الألمانية)
- وليام بينيت على موقع إن إن دي بي (الإنجليزية)